# Vienna (Missouri)
Vienna és una població dels Estats Units a l'estat de Missouri. Segons el cens del 2000, tenia 628 habitants.

## Demografia
Segons el cens del 2000, Vienna tenia 628 habitants, 257 habitatges i 139 famílies. La densitat de població n'era de 228,7 habitants per km².
Dels 257 habitatges en un 24,1% vivien nens de menys de 18 anys, en un 38,5% vivien parelles casades, en un 9,7% dones solteres, i en un 45,9% no eren unitats familiars. En el 44,4% dels habitatges vivien persones soles, el 27,6% de les quals corresponia a persones de 65 anys o més que vivien soles. El nombre mitjà de persones que vivien en cada habitatge era de 2,11 i el nombre mitjà de persones que vivien en cada família era de 2,94.
Per edats la població es repartia de la següent manera: un 20,1% tenia menys de 18 anys, un 9,9% entre 18 i 24, un 21,8% entre 25 i 44, un 17,5% de 45 a 60 i un 30,7% 65 anys o més.
L'edat mediana era de 43 anys. Per cada 100 dones de 18 o més anys hi havia 72,5 homes.
La renda mediana per habitatge era de 23.456 $ i la renda mediana per família, de 36.250 $. Els homes tenien una renda mediana de 24.722 $ mentre que les dones, de 20.000 $. La renda per capita de la població era de 13.682 $. Entorn del 4,4% de les famílies i el 8,1% de la població estaven per davall del llindar de pobresa.

## Poblacions més properes
El següent diagrama mostra les poblacions més properes.